# Chloris castilloniana
Chloris castilloniana är en gräsart som beskrevs av Parodi. Chloris castilloniana ingår i släktet kvastgrässläktet, och familjen gräs. Inga underarter finns listade i Catalogue of Life.